# X-enhed
X-enhed (forkortet XE) er en enhed til måling af meget små afstande, for eksempel bølgelængden af gamma- og røntgenstråler. X-enhed indførtes 1925 af Manne Siegbahn og er cirka 1,00202 · 10−13 meter, det vil sige cirka 10−4 nanometer. Omkring 1965 begyndte X-enhed at blive erstattet af Ångstrøm som er 0,1 nm.